# Oak Point (Texas)
La ville d’Oak Point est située dans le comté de Denton, dans l’État du Texas, aux États-Unis. Sa population s’élevait à 2 786 habitants lors du recensement de 2010, estimée à 3 763 habitants en 2016.

## Source
- (en) Cet article est partiellement ou en totalité issu de l’article de Wikipédia en anglais intitulé « Oak Point, Texas » (voir la liste des auteurs).